# Aldo Montes
Aldo Montes (Barranquilla, Colombia; 19 de abril de 2000) es un futbolista colombiano. Juega de arquero y actualmente milita en el Real Cartagena de la Categoría Primera B de Colombia.

## Trayectoria

### Inicios
Aldo Montes nació en la ciudad de Barranquilla pero se crio en la ciudad de Valledupar.

### Valledupar FC
Realizó todo su proceso formativo en el Valledupar FC, club donde con tan solo 18 años de edad fue promovido al equipo profesional en la temporada 2018 aunque sin llegar a sumar minutos fue convocado en 5 partidos.
En las temporadas 2019 y 2020 jugaría sus primeros 2 partidos profesionales válidos por la Copa Colombia.
En la temporada 2021 Montes se consolida en la nómina titular y además comienza a ser reconocido gracias a que convirtió varios goles.

## Estadísticas
| Club                                                                                                | Div           | Temporada     | Liga | Liga | Liga | Liga | Copas nacionales | Copas nacionales | Copas nacionales | Copas nacionales | Torneos internacionales | Torneos internacionales | Torneos internacionales | Torneos internacionales | Total | Total | Total | Total | Media Encajados |
| Club                                                                                                | Div           | Temporada     | PJ   | GA   | GR   | Imb. | PJ               | GA               | GR               | Imb.             | PJ                      | GA                      | GR                      | Imb.                    | PJ    | GA    | GR    | Imb.  | Media Encajados |
| --------------------------------------------------------------------------------------------------- | ------------- | ------------- | ---- | ---- | ---- | ---- | ---------------- | ---------------- | ---------------- | ---------------- | ----------------------- | ----------------------- | ----------------------- | ----------------------- | ----- | ----- | ----- | ----- | --------------- |
| Valledupar F. C. · Colombia                                                                         | 2.ª           | 2019          | 0    | 0    | 0    | 0    | 1                | 0                | -1               | 0                | Inexistentes            | Inexistentes            | Inexistentes            | Inexistentes            | 1     | 0     | -1    | 0     | 1.00            |
| Valledupar F. C. · Colombia                                                                         | 2.ª           | 2020          | 0    | 0    | 0    | 0    | 1                | 0                | -2               | 0                | Inexistentes            | Inexistentes            | Inexistentes            | Inexistentes            | 1     | 0     | -2    | 0     | 2.00            |
| Valledupar F. C. · Colombia                                                                         | 2.ª           | 2021          | 28   | 4    | -39  | 7    | 1                | 1                | -0               | 1                | Inexistentes            | Inexistentes            | Inexistentes            | Inexistentes            | 29    | 5     | -39   | 8     | 1.34            |
| Valledupar F. C. · Colombia                                                                         | 2.ª           | 2022          | 3    | 0    | -7   | 0    | 4                | 1                | -3               | 2                | Inexistentes            | Inexistentes            | Inexistentes            | Inexistentes            | 7     | 1     | -10   | 2     | 1.42            |
| Valledupar F. C. · Colombia                                                                         | 2.ª           | 2023          | 0    | 0    | 0    | 0    | Inexistentes     | Inexistentes     | Inexistentes     | Inexistentes     | Inexistentes            | Inexistentes            | Inexistentes            | Inexistentes            | 0     | 0     | 0     | 0     | 0               |
| Valledupar F. C. · Colombia                                                                         | Total club    | Total club    | 31   | 4    | -46  | 7    | 7                | 2                | -6               | 3                | 0                       | 0                       | 0                       | 0                       | 38    | 6     | -52   | 10    | 1.37            |
| Tigres F. C. · Colombia                                                                             | 2.ª           | 2023          | 16   | 0    | -28  | 1    | 2                | 0                | -2               | 0                | Inexistentes            | Inexistentes            | Inexistentes            | Inexistentes            | 18    | 0     | -30   | 1     | 1.67            |
| Tigres F. C. · Colombia                                                                             | 2.ª           | 2024          | 21   | 1    | -20  | 8    | 0                | 0                | 0                | 0                | Inexistentes            | Inexistentes            | Inexistentes            | Inexistentes            | 21    | 1     | -20   | 8     | 0.95            |
| Tigres F. C. · Colombia                                                                             | Total club    | Total club    | 37   | 1    | -48  | 9    | 2                | 0                | -2               | 0                | 0                       | 0                       | 0                       | 0                       | 39    | 1     | -50   | 9     | 1.28            |
| Real Cartagena · Colombia                                                                           | 2.ª           | 2024          | 14   | 0    | -10  | 9    | 1                | 0                | -1               | 0                | Inexistentes            | Inexistentes            | Inexistentes            | Inexistentes            | 15    | 0     | -11   | 9     | 0.73            |
| Real Cartagena · Colombia                                                                           | 2.ª           | 2025          | 6    | 0    | -12  | 1    | 0                | 0                | 0                | 0                | Inexistentes            | Inexistentes            | Inexistentes            | Inexistentes            | 6     | 0     | -12   | 1     | 2               |
| Real Cartagena · Colombia                                                                           | Total club    | Total club    | 20   | 0    | -22  | 10   | 1                | 0                | -1               | 0                | 0                       | 0                       | 0                       | 0                       | 21    | 0     | -23   | 10    | 1.1             |
| Total carrera                                                                                       | Total carrera | Total carrera | 88   | 5    | -116 | 26   | 10               | 2                | -9               | 3                | 0                       | 0                       | 0                       | 0                       | 98    | 7     | -125  | 29    | 1.28            |
| Simbología PJ: Partidos Jugados; GA: Goles Anotados; GR: Goles Recibidos; IMB: Porterías Imbatidas. |               |               |      |      |      |      |                  |                  |                  |                  |                         |                         |                         |                         |       |       |       |       |                 |

#### Goles anotados
| #  | Fecha      | Torneo           | Club             | Res. | Equipo Adv      | Modo       | Arquero Rival        |
| -- | ---------- | ---------------- | ---------------- | ---- | --------------- | ---------- | -------------------- |
| 1. | 3-03-2021  | Segunda División | Valledupar F. C. | 1-3  | Atlético Huila  | Penal      | Wilder Mosquera      |
| 2. | 7-03-2021  | Segunda División | Valledupar F. C. | 1-2  | Cortuluá        | Penal      | Manuel Arias         |
| 3. | 17-03-2021 | Copa Colombia    | Valledupar F. C. | 1-0  | Orsomarso SC    | Tiro libre | Manuel Cortez        |
| 4. | 9-04-2021  | Segunda División | Valledupar F. C. | 1-2  | Unión Magdalena | Penal      | Ramiro Sánchez       |
| 5. | 9-10-2021  | Segunda División | Valledupar F. C. | 1-1  | Real Santander  | Tiro libre | Eduar Esteban        |
| 6. | 29-02-2022 | Copa Colombia    | Valledupar F. C. | 1-1  | Atlético F. C.  | Penal      | Juan Diego Jaramillo |

#### Penaltis atajados
| 1. | 23-02-2021 | Segunda División | Valledupar F. C. | Fortaleza CEIF | Adrián Parra | Fallo de penal | 14' |